# Quincy-sous-le-Mont
 Quincy-sous-le-Mont  là một xã ở tỉnh Aisne, vùng Hauts-de-France thuộc miền bắc nước Pháp.